# Джефф Кук
Джефф Кук (англ. Geoff Cooke, 11 червня 1941) — регбіст, тренер збірної Англії та менеджер Левів під час туру регбі по Новій Зеландії.

## Біографія

### Ранішня кар'єра
В роках 1962-1972 Джефф грав на позиції центрального гравця за команду Бредфорд.
Кук вчився в коледжі Св. Джона, теперішня назва Університет Св.Джона, де він займався грою в регбі та крикет. З 1973 по 1975 Джефф став тренером команди Бредфорд.

### Кар'єра менеджера
У жовтні 1987 року, Джефф був назначений менеджером збірної Англії з регбі. За час тривання своєї кар'єри Англія взяла участь в 49 міжнародних матчах між 1987 а 1994 роками. Крім цього, збірна взяла участь у трьох турне: до Австралії, Фіджі та Нової Зеландії.
У 1993 році, Джефф став менеджером Левів під час їх турне по Новій Зеландії.